# Shizheng
Shizheng (kinesiska: 石正) är en köping i sydöstra Kina. Den ligger i Pingyuan härad i staden Meizhou i provinsen Guangdong, omkring 300 kilometer nordost om provinshuvudstaden Guangzhou. Antalet invånare är 28 593. Befolkningen består av 14 474 kvinnor och 14 119 män. Barn under 15 år utgör 20,0 %, vuxna 15-64 år 67 %, och äldre över 65 år 12,0 %.